# Генеральна округа Миколаїв
Генера́льна окру́га Микола́їв  (нім. Generalbezirk Nikolajew) — адміністративна одиниця Райхскомісаріату Україна часів Другої світової війни, що існувала на території сучасних Миколаївської, Херсонської та Кіровоградської областей загальною площею 46 880 км² з населенням 1 960 850 осіб. Існувала з 15 листопада 1941 до березня 1944 року.

## Управління

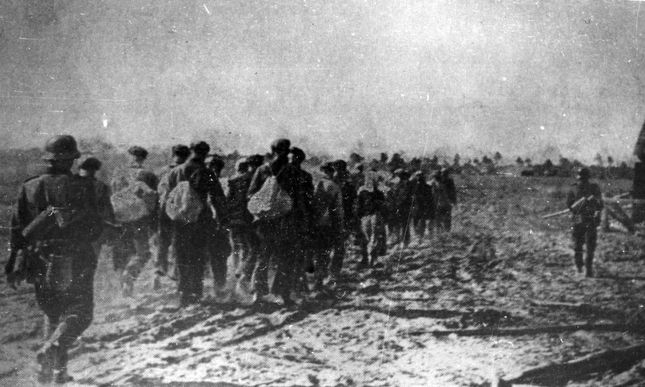
Вивезення жителів Миколаївщини на примусові роботи в Німеччину

Генеральною округою керувала німецька адміністрація — генеральний комісаріат.
Центр генеральної округи — місто Миколаїв.
Генеральний комісар округи — обергрупенфюрер Евальд Оперман (нім. Ewald Oppermann).

## Адміністративний поділ
До генеральної округи Миколаїв входили 16 округ (нім. Kreisgebiete) :
- округа Олександрія
- округа Олександрівка
- округа Велика Олександрівка
- округа Бобринець
- міська округа Херсон
- сільська округа Херсон
- округа Долинська
- округа Гайворон
- міська округа Кіровоград
- сільська округа Кіровоград
- міська округа Миколаїв
- сільська округа Миколаїв
- округа Новий Буг
- округа Новомиргород
- округа Первомайськ
- округа Вознесенськ

1 травня 1942 року округа Велика Олександрівка перейменована в Олександерштадт.
1 грудня 1942 року об'єднані міська і сільська округи Миколаєва в єдину округу Миколаїв.
15 січня 1943 року об'єднані міські і сільські округи Кіровограда і Херсона в єдині округи Кіровоград і Херсон.
15 жовтня 1943 року перейменовано округу Гайворон в округу Голованівськ.